# Chang Zheng 2F
Chang Zheng 2F (chiń.: 长征 2F) (Długi Marsz 2F), (nazwa skrócona: CZ-2F) – chińska rakieta nośna służąca do wynoszenia na orbitę statków typu Shenzhou oraz stacji kosmicznych Tiangong.
Stanowi ona rozwinięcie uprzednich konstrukcji rakiet z rodziny Chang Zheng. Od CZ-2E różni się wprowadzeniem modyfikacji zwiększających jej niezawodność. Rakieta składa się z dwóch głównych stopni oraz czterech dodatkowych silników nośnych zamocowanych u podstawy pierwszego stopnia. Materiałami pędnymi dla wszystkich silników są tetratlenek diazotu (utleniacz) i dimetylohydrazyna (paliwo) (te same materiały wykorzystuje rosyjska rakieta Proton). Na szczycie znajduje się wieżyczka z rakietą ratunkową na paliwo stałe, która w przypadku awarii podczas startu ma za zadanie odciągnąć statek od rakiety nośnej. Niezawodność rakiety szacowana jest na 97%. Pierwszy start odbył się 19 listopada 1999 roku.
W 2011 roku wersja rakiety o oznaczeniu CZ-2FT1 posłużyła do wystrzelenia na orbitę stacji Tiangong 1.
15 września 2016 roku rakieta wyniosła na orbitę stację Tiangong 2, a 16 października pierwszą jej załogę (Shenzhou 11).
Chiny ogłosiły, że rakieta Chang Zheng 2F zostanie wycofana z eksploatacji i zastąpiona przez Chang Zheng 7.

## Dane techniczne
- całkowita masa startowa: 464 000 kg
- wysokość całkowita: 62 m
- siła ciągu przy starcie: 5920 kN
- udźwig na niską orbitę wokółziemską: 8400 kg

## Starty
1. 19 listopada 1999, 22:30 GMT; miejsce startu: kosmodrom Jiuquan (wyrzutnia 921), Chiny
Ładunek: Shenzhou 1; Uwagi: start udany
2. 9 stycznia 2001, 17:00 GMT; miejsce startu: kosmodrom Jiuquan (wyrzutnia 921), Chiny
Ładunek: Shenzhou 2; Uwagi: start udany
3. 25 marca 2002, 14:15 GMT; miejsce startu: kosmodrom Jiuquan (wyrzutnia 921), Chiny
Ładunek: Shenzhou 3; Uwagi: start udany
4. 29 grudnia 2002, 16:40 GMT; miejsce startu: kosmodrom Jiuquan (wyrzutnia 921), Chiny
Ładunek: Shenzhou 4; Uwagi: start udany
5. 15 października 2003, 01:00 GMT; miejsce startu: kosmodrom Jiuquan (wyrzutnia 921), Chiny
Ładunek: Shenzhou 5; Uwagi: start udany
6. 12 października 2005, 01:00 GMT; miejsce startu: kosmodrom Jiuquan (wyrzutnia 921), Chiny
Ładunek: Shenzhou 6; Uwagi: start udany
7. 25 września 2008, 13:10 GMT; miejsce startu: kosmodrom Jiuquan (wyrzutnia 921), Chiny
Ładunek: Shenzhou 7; Uwagi: start udany
8. 29 września 2011, 13:16 GMT; miejsce startu: kosmodrom Jiuquan (wyrzutnia 921), Chiny
Ładunek: Tiangong 1; Uwagi: start udany, rakieta w wersji CZ-2F/T1
9. 31 października 2011, 21:58 GMT; miejsce startu: kosmodrom Jiuquan (wyrzutnia 921), Chiny
Ładunek: Shenzhou 8; Uwagi: start udany
10. 16 czerwca 2012, 10:37 GMT; miejsce startu: kosmodrom Jiuquan (wyrzutnia 921), Chiny
Ładunek: Shenzhou 9; Uwagi: start udany
11. 11 czerwca 2013, 09:38 GMT; miejsce startu: kosmodrom Jiuquan (wyrzutnia 921), Chiny
Ładunek: Shenzhou 10; Uwagi: start udany
12. 15 września 2016, 14:04 GMT; miejsce startu: kosmodrom Jiuquan (wyrzutnia 921), Chiny
Ładunek: Tiangong 2; Uwagi: start udany
13. 16 października 2016, 23:30 GMT; miejsce startu: kosmodrom Jiuquan (wyrzutnia 921), Chiny
Ładunek: Shenzhou 11; Uwagi: start udany